# Соколовский сельский округ (Московская область)
Соколовский сельский округ — упразднённая административно-территориальная единица, существовавшая на территории Солнечногорского района Московской области в 1994—2006 годах.
Соколовский сельсовет был образован в первые годы советской власти. По данным 1919 года он входил в состав Пятницкой волости Звенигородского уезда Московской губернии.
14 января 1921 года Пятницкая волость была передана в Воскресенский уезд.
В 1926 году Соколовский с/с включал село и хутор Соколово, деревни Повадино-Воейково, Повадино-Воробьёво и Трусово.
В 1929 году Соколовский с/с был отнесён к Солнечногорскому району Московского округа Московской области.
14 июня 1954 года к Соколовскому с/с был присоединён Лыткинский сельсовет.
7 декабря 1957 года Солнечногорский район был упразднён и Соколовский с/с вошёл в Химкинский район.
28 июля 1960 года Химкинский район был упразднён, а Соколовский с/с передан в воссозданный Солнечногорский район.
26 декабря 1962 года Солнечногорский район был переименован в Солнечногорский сельский, в состав которого вошёл Соколовский с/с. 
21 ноября 1964 года Солнечногорский сельский район был переименован в Солнечногорский, в состав которого вошёл Соколовский с/с.
22 января 1987 года из Обуховского с/с в Соколовский были переданы селения Алексеевское, Васюково, Жуково, Курилово, Малые Снопы, Маслово, Мелечкино, Михайловка, Новая, Полежайки, Ростовцево, Судниково и посёлок санатория «Лесное Озеро», а из Пятницкого с/с — Бережки, Миронцево и Похлебайки. Одновременно центр Соколовского с/с был перенесён в селение Новая.
3 февраля 1994 года Соколовский с/с был преобразован в Соколовский сельский округ.
2 июля 1997 года в Соколовском с/о посёлок санатория «Лесное Озеро» был переименован в посёлок Лесное Озеро.
В ходе муниципальной реформы 2004—2005 годов Соколовский сельский округ прекратил своё существование как муниципальная единица. При этом его населённые пункты были переданы частью в городское поселение Андреевка, частью в городское поселение Поварово, а частью в сельское поселение Соколовское.
29 ноября 2006 года Соколовский сельский округ исключён из учётных данных административно-территориальных и территориальных единиц Московской области.